# María Antonieta Sánchez Gavito y Piña
María Antonieta Sánchez Gavito y Piña (* 1921; † Juli 2004) war eine mexikanische Botschafterin.

## Leben
Ihre Großväter waren Indalecio Sánchez-Gavito Beteta ein Rechtsanwalt und Antonio Beltran. Ihre Eltern waren Maria Piña Aguayo (* 1867) und Vicente Sánchez-Gavito Beteta (* 7. Juli 1875) ein Rechtsanwalt. Ihr Bruder war der mexikanische Diplomat Vicente Sánchez Gavito.
1945 arbeitete sie in der mexikanischen Botschaft in Washington D. C. Als sie 1981 an einer Konferenz in der Universidad Nacional de Colombia teilnahm wurde ihr Fahrzeug in Brand gesetzt.
María Antonieta Sánchez Gavito y Piña war von 1984 bis 1986  Generalkonsulin in der Via Cappuccini 4 in Mailand.
| Vorgänger                      | Amt                                                                      | Nachfolger              |
| ------------------------------ | ------------------------------------------------------------------------ | ----------------------- |
| Ricardo Francisco Galán Méndez | mexikanischer Botschafter in Bogotá 28. Oktober 1980 bis 1. Februar 1984 | Antonio Calzada Urquiza |